# Dioctria claripennis
Dioctria claripennis là một loài ruồi trong họ Asilidae. Dioctria claripennis được Villeneuve miêu tả năm 1908. Loài này phân bố ở vùng Cổ Bắc giới.